# 小山貞朝
小山 貞朝（おやま さだとも）は、鎌倉時代末期の武将。鎌倉幕府御家人。小山宗長（むねなが）の嫡男で、下野国の有力豪族・小山氏の7代当主。小山城城主。

## 概要
元亨3年（1323年）10月の北条貞時十三回忌法要において「小山下野前司」が銭百貫文を寄進していることが確認でき、『常楽記』元徳2年（1330年）条に「十月一日　小山下野前司他界 貞朝 四十九」と書かれているので、これが史料で確認できる唯一の活動内容とみられる。
逆算すると弘安5年（1282年）生まれとなり、貞朝の名乗りは、元服当時の北条氏得宗家当主・鎌倉幕府の執権（第9代）であった貞時から偏諱を受けたものとされる。
没年については別説も伝わる。
一つ目に、『尊卑分脈』の小山氏系図に「徳治二ー関東下向之時頓死」とあり、徳治2年（1307年）の死没とする。尚、『尊卑分脈』と『系図纂要』に「評定衆」とあるが、他史料において確認できず、『尊卑分脈』でのこの記載から、六波羅評定衆の可能性を指摘する見解もある。
二つ目に、元弘の乱において、新田義貞が鎌倉の北条高時を攻めるために挙兵すると、これに応じて出陣したが相模国で討死したとする。この時、先祖代々の財を隠してから出陣したといわれる。
死後、嫡男の高朝（秀朝）が跡を継いだが、彼も後に別の戦で戦死している。元弘2年（1332年） - 元弘3年（1333年）の間、貞朝が下野守護の職にあったとする説があるが、秀朝の誤りではないかとみられる。